# Adam Szybowski
Adam Szybowski (ur. 4 lutego 1923 w Skawinie, zm. 28 stycznia 2001 w Krakowie) – polski śpiewak operowy (baryton), pedagog.

## Życiorys
Był jednym z dwanaściorga dzieci Jana Szybowskiego (wówczas organisty w Skawinie) i jego żony Karoliny z d. Włodarczyk. Podczas II wojny światowej, w styczniu 1943 roku, został aresztowany za swego brata Antoniego poszukiwanego przez Gestapo. Osadzony w więzieniu Montelupich chorował na tyfus, nieprzytomny nie zareagował gdy SS-man wyczytał jego nazwisko z listy osób do egzekucji, co w rezultacie uratowało mu życie. Z kolei był więźniem niemieckich obozów koncentracyjnych w Gross-Rosen, a następnie Mittelbau-Dora, który dostarczał niewolniczej siły roboczej dla pobliskiej podziemnej fabryki zbrojeniowej. Po wojnie w 1948 r. został studentem klasy śpiewu Włodzimierza Kaczmara w Państwowej Wyższej Szkole Muzycznej w Krakowie, którą ukończył dyplomem w 1954 r. Jeszcze w czasie studiów został solistą w Państwowej Filharmonii w Krakowie i Chórze Polskiego Radia.
Na scenie ówczesnego Krakowskiego Teatru Muzycznego zadebiutował w momencie jego „powojennych narodzin” tj. dnia 13 października 1954 r. w operze „Rigoletto” Giuseppe Verdiego. W tej instytucji śpiewał przez 18 lat (do 1972 roku) wykonując wszystkie główne partie barytonowe – łącznie w 18 operach. Były to opery: wspomniana już wyżej „Rigoletto” (postać: Monterone), „Halka” Stanisława Moniuszki (Janusz), „Lakmé” Léo Delibesa (Fryderyk), „Don Pasquale” Gaetana Donizettiego (Doktor Malatesta), „Gianni Schicchi” Giacomo Pucciniego (Marto), „Zamek księcia Sinobrodego” Béli Bartóka (Sinobrody), „Uprowadzenie z seraju” Wolfganga Amadeusza Mozarta (Selim Basza), „Carmen” Georges Bizeta (Escamillo), „Joanna d’Arc na stosie” Artura Honeggera (Jan Luksemburski, Głos), „Così fan tutte” W.A Mozarta (Gulielmo), „Dama pikowa” Piotra Czajkowskiego (Książę Jelecki), „Łucja z Lammermooru” G. Donizettiego (Lord Henryk Ashton), „Odprawa posłów greckich” Witolda Rudzińskiego (Antenor), „Faust” Charles’a Gounoda (Walenty), „Kynolog w rozterce” Henryka Czyża (Kynolog), „Fra Diavolo” Daniela Aubera (Lord Kookburn), „Borys Godunow” Modesta Musorgskiego (Andrzej Szczełkałow), „Marta albo jarmark w Richmondzie” Friedricha Flotowa (Plumkett).
Na krakowskiej scenie wystąpił w ok. 1500 przedstawieniach. Wykonał tutaj – łącznie z innymi polskimi scenami operowymi – 43 partie barytonowe. Operze krakowskiej Artysta poświęcił swoje najlepsze lata. Powiedział kiedyś, że na listy dyrekcji Oper w Poznaniu, Łodzi, Bytomiu, Gdańsku czy we Wrocławiu – proponujących mu współpracę na dużo lepszych warunkach niż w Krakowie – zawsze odpowiadał odmownie.
Występował też jako solista w licznych barokowych utworach wokalno-instrumentalnych na koncertach Capelli Cracoviensis od początku jej istnienia tj. od 1970 r. Oprócz Polski występował też na estradach zagranicznych m.in. Anglii, Francji, Włoch, Niemiec i krajów byłego ZSRR.
W 1966 roku podjął pracę pedagogiczną w krakowskiej wówczas Państwowej Wyższej Szkole Muzycznej. W 1993 r. uzyskał tytuł profesora wokalistyki. Jego studentami byli m.in. Andrzej Biegun, Maciej Gallas, Marek Rzepka i Monika Swarowska-Walawska. Adam Szybowski zmarł w Krakowie dnia 28 stycznia 2001 r. Został pochowany na cmentarzu Rakowickim (kwatera LXXIII, rząd 17, grób nr 9).
Za swoje osiągnięcia artystyczne i pedagogiczne wyróżniony został m.in. Złotą Odznaką m. Krakowa, Nagrodą Ministra Kultury i Sztuki oraz Krzyżem Kawalerskim Orderu Odrodzenia Polski.

## Życie prywatne
Adam Szybowski był żonaty, małżeństwo posiadało potomstwo. Spośród jego rodzeństwa – bracia Jan Szybowski (1913-1992) był księdzem a Tadeusz Szybowski (1932-2019) aktorem teatralnym i filmowym. Ojciec Adama Szybowskiego, Jan – za kontakty z ruchem oporu podczas II wojny światowej został aresztowany o osadzony w obozach koncentracyjnych w Płaszowie oraz Mauthausen, gdzie zmarł.

## Odznaczenia
Złota Odznaka m. Krakowa, Krzyż Kawalerski Orderu Odrodzenia Polski.